# Tom Araya
Tom Araya (født Tomás Enrique Araya 6. juni 1961 i Viña del Mar, Chile) er sanger og bassist i det amerikanske thrash metal-band Slayer. Arayas familie flyttede til USA i 1966, og som 8-årig begyndte Araya at spille bas til Beatles- og Rolling Stones-sange med sin ældre bror, som spillede guitar. Araya blev uddannet i åndedrætsterapi  i starten af 1980'erne, og brugte af sin personlige formue til at finansiere Slayers debutalbum Show No Mercy. Mange af Arayas tekster omhandler seriemordere, da det er et emne der interesserer ham.

## Diskografi

### Slayer
- 1983: Show No Mercy
- 1984: Haunting the Chapel
- 1985: Hell Awaits
- 1986: Reign in Blood
- 1988: South of Heaven
- 1990: Seasons in the Abyss
- 1994: Divine Intervention
- 1996: Undisputed Attitude
- 1998: Diabolus in Musica
- 2001: God Hates Us All
- 2006: Christ Illusion
- 2009: World Painted Blood
- 2015: Repentless

### Guest appearances
- Dirt med Alice in Chains (1992)
- Primitive med Soulfly (2000)
- Rise Above: 24 Black Flag Songs to Benefit the West Memphis Three med Rollins Band (2002)